# پتاسیم دی‌کرومات
پتاسیوم دی کرومات ترکیبی شیمیایی با فرمول شیمیایی  K2Cr2O7 است که عمدتا به عنوان عامل اکسنده از آن استفاده می‌شود.
یک معرف شیمیایی معدنی با نام شیمیایی پتاسیم دی کرومات که به آن بی کرومات پتاسیم یا بی کرومات دی پتاسیم نیز می گویند. این ماده یک جامد یونی کریستالی، با رنگ قرمز نارنجی روشن است. بی بو و نامحلول در استون و همچنین الکل است اما در آب حل می‌شود.
به طور گسترده‌ای به عنوان یک پیش ماده برای زاج پتاسیم کروم و دباغی چرم استفاده می‌شود. معمولاً به عنوان یک عامل اکسید کننده در چندین صنعت و آزمایشگاه استفاده می‌شود. بسیار خورنده و غیر قابل احتراق است.
برخی دیگر از خواص مهم پتاسیم دی کرومات.
K2Cr2O7 ظاهری کریستالی و نارنجی متمایل به قرمز دارد.
در دمای 0oC، حلالیت این ترکیب در آب معادل 49 گرم در لیتر است.
این ترکیب در الکل و استون نامحلول است.
ظرفیت گرمایی پتاسیم دی کرومات 219 ژول در هر مول است.
آنتروپی مولی استاندارد این ترکیب 291.2 ژول بر مول کلوین است.